# Grądy Brdowskie
Grądy Brdowskie (dawniej Grundy) – część wsi Brdów, położonej w Polsce, w województwie wielkopolskim, w powiecie kolskim.
W latach 1975–1998 Grądy Brdowskie należały administracyjnie do województwa konińskiego.
W 2022 roku przysiółek został zintegrowany z miejscowością podstawową Brdów poprzez nadanie nazw ulic: Zagajnikowa, Kasztanowa i Grądy. 